# Hesteyri
Hesteyri is een verlaten gehucht in het natuurreservaat Hornstrandir, in het noorden van de regio Vestfirðir, IJsland. In vroegere tijden was dit een welvarend vissers- en handelsplaatsje. Tegenwoordig is er echter geen permanente bewoning meer; de laatste inwoners verlieten Hesteyri in 1952. De belangrijkste reden voor de ontvolking was de ligging van het plaatsje: het ligt volkomen afgelegen tussen de bergen zonder weg, vliegveld, haven of wat dan ook. 